# Sphenophyma rugulosa
Sphenophyma rugulosa är en insektsart som först beskrevs av Carl Stål 1876.  Sphenophyma rugulosa ingår i släktet Sphenophyma och familjen gräshoppor. Inga underarter finns listade i Catalogue of Life.